# Акънджийски регистър
Акънджийският регистър е османски данъчен регистър от 1472 г., съхраняван под сигнатура ОАК 94/73 в Ориенталския отдел на Националната библиотека „Св. св. Кирил и Методий“ в София.
Документът е най-ранният османски документ за цяла Горна Тракия – районите на Пловдив, Пазарджик, Стара Загора, Нова Загора, Хасково и Казанлък.
Дефтерът представлява опис на населението на санджаците Паша и Чирмен, подлежащо на рекрут в акънджийските отряди на османската армия. Самият документ е фрагмент от 73 листа, начало и среда, като краят му липсва, при това документът е изключително повреден. На лист 1 от него има султанска заповед (хюкм), която указва, че документът е бил съставен през „...първите 10 дни на месец Реджеб 877 г. от Егира...“, т.е. в периода от 2 до 11 декември 1472 г. Следват имената на селищата и имената на акънджиите – мюсюлмани или християни, набирани от всяко от тях.
Този документ е необнародван и непубликуван за масово ползване, поради което използването му е ограничено само за специалисти.